# Felice Blangini
Felice Blangini, född 18 november 1781 i Turin, död 18 december 1841 i Paris, var en italiensk musiker.
Blangini blev hovkapellmästare i München 1805 och i Kassel 1809, och var från 1814 professor i sång vid konservatoriet i Paris. 
Bland Blanginis operor märks flera, som hade stor framgång i samtiden, bland annat Nephali. Blangini var även cellovirtuos och utgav 1834 en självbiografi.